# ハウス・デア・クンスト

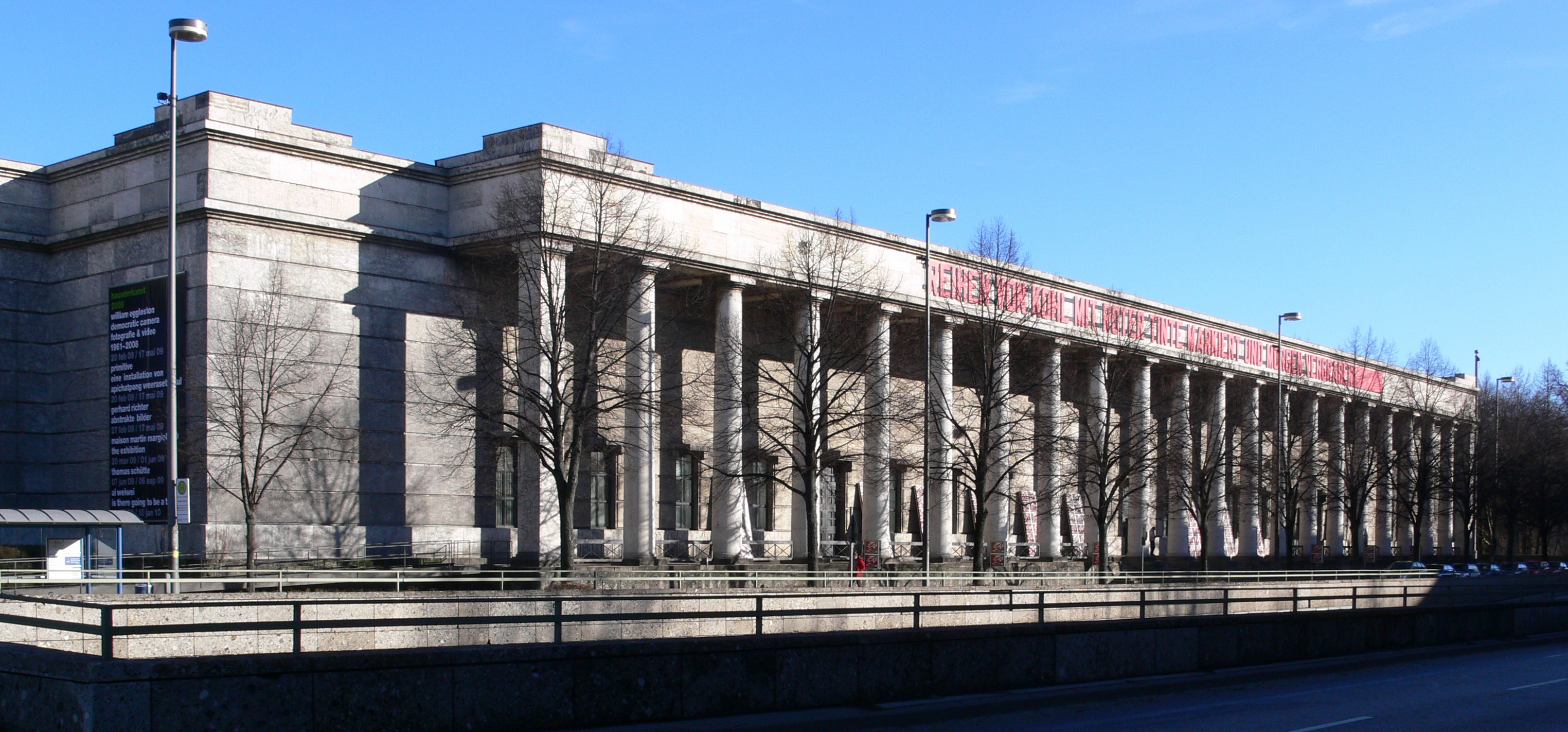
2009年のハウス・デア・クンスト

ハウス・デア・クンスト（独：Haus der Kunst「芸術の家」の意）は　ミュンヘンにある所有コレクションを持たない現代美術館・展覧会会場。
1937年から1945年まで、ハウス・デア・ドイチェン・クンスト（独：Haus der Deutschen Kunst、ドイツ芸術の家）と呼ばれた。建物をデザインはパウル・ルートヴィヒ・トロースト（de:Paul Ludwig Troost）と、彼の妻ゲルディ・トロースト(de:Gerdy Troost)で、ミュンヘン建築事務所建築主任のレオンハルト・ガル(de:Leonhard Gall)の協力を得て落成に至った。
2003年から2011年は、ベルギー人でキュレーターのクリス・デルコン  が 館長を務める。

## 歴史

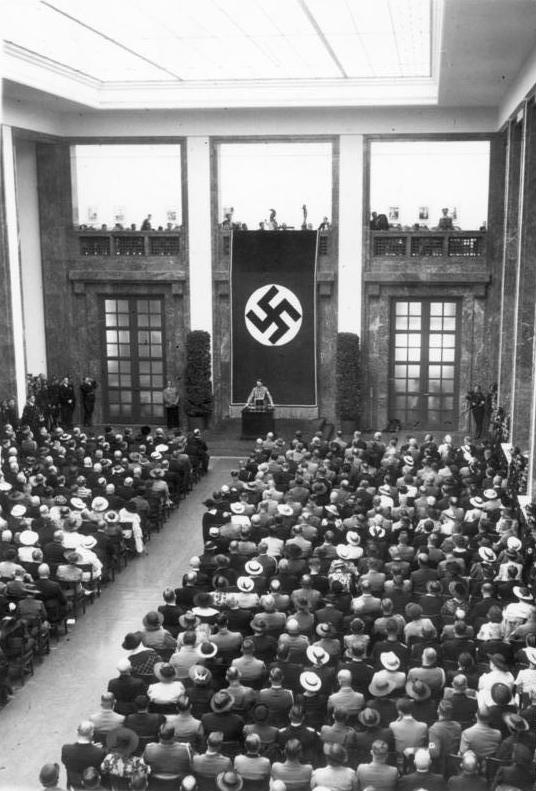
1937年、ハウス・デア・ドイチェン・クンスト開館記念式典の様子

ミュンヘンの旧植物園内には、バイエルン王マクシミリアンII世の命による有名な水晶宮があり、美術展会場として用いられていたが、1931年に火災にあって焼け落ちてしまった。これに代わる建物を建設する構想は早くも1931年の内にまとめられ、ドイツ人の建築家アドルフ・アーベル（de:Adolf Abel）に設計が委任された。1933年春、この計画による工事が始まるやいなや、1月に政権を取って全権委任法を成立させていたナチス党班首アドルフ・ヒトラーがこれに待ったをかけ、もともと水晶宮があった現行の用地ではなく新用地を模索し、トローストによる新計画を実行するように命じた。
こうして、トローストのデザインに基づく国家社会主義政権はじめての象徴的建築が、政府の強引な介入によって実現した。ヒトラー列席のもと、新しい「ドイツ芸術の家」定礎式典が1933年10月15日に行われた。ヒトラーの望んだ、石造りの古典主義的な外観を呈していたが、建築構造としては近代的な鉄筋コンクリートによるものであった。以下18名の設立援助者の名が開館記念銘板に記されている。
- Hermann Schmitz (IG・ファルベンインドゥストリー取締役、ハイデルベルク - ルートヴィヒスハーフェン)
- August von Finck (ミュンヘン),
- ロバート・ボッシュ (シュトゥットガルト)
- Friedrich Flick (ベルリン)
- Adolf Haeuser (フランクフルト・アム・マイン)
- August Diehn (ベルリン)
- Theodor Feise (ベルリン)
- Fritz Rechberg (ヘアスフェルト)
- Jakob Hasslacher (デュースブルク - ルールオルト)
- Paul Müller (ディナミット・ノーベル社代表取締役、トロースドルフ)
- グスタフ・クルップ・フォン・ボーレン・ウント・ハルバッハ (ベルリン)
- Wilhelm von Opel (リュッセルスハイム)
- Ludwig Roselius (ブレーメン)
- August Rostberg (カッセル)
- Willy Sachs (シュヴァインフルト)
- Karl Friedrich von Siemens (ベルリン)
- Ludwig Schuon (ミュンヘン)
- Philipp Reemtsma (ハンブルク)

この展示館において1937年7月18日、第一回「大ドイツ芸術展」が開催された。期を近くして、ホーフガルテン・ギャラリー（現ドイツ映画博物館）において「頽廃芸術展」が開かれた。1939年からは毎年「ドイツ芸術の日」展がアドルフ・ヒトラーの演説とともに開催された。年に一度の美術品展示即売会の向きも兼ねて1944年からは「大ドイツ芸術展」が開かれた。初代館長はカール・コルプ(Karl Kolb)だった。
「ドイツ芸術」の殿堂、国家社会主義的芸術の喧伝は商業的コンセプトのもとに始まったこともあり、展示館は集客の一助とすべく広いダイニングエリアを備えていた（改装オープン後も「ゴールド・バー」や「メイン・レストラン」「ビアホール」が残っており、ビアホールにはディスコが入居している）。展覧会の主たる目的は美術品販売にあった。ヒトラーは上客であり、またパトロンとして演出された。米国占領期には、展示館の建物は米軍士官のカジノとして使われた。このとき、バスケットコートが設けられたが、美術館としての再開館後もコートのライン跡が残っていたという逸話がある。
1949年以来毎年、大規模な美術展が開催されている。2007年には、173人の芸術家の200点以上の作品が展示された。ピナコテーク・デア・モデルネが開館するまでは建物の西翼が国立現代美術ギャラリーとして使われ、東翼は特別展会場として用いられた。
2003年から2004年にかけて、20世紀の定礎から70年にちなんで、オリジナルの内装様式に復古改装された。

## 著名な展覧会（抄録）
- アニッシュ・カプーア展、2007年10月18日 – 2008年1月20日
- ギルバート&ジョージ展、2007年6月11日 – 2007年9月9日
- アンドレアス・グルスキー展、2007年2月17日 – 2007年5月13日
- 「click doubleclick」展、2006年2月8日 – 2006年4月23日
- 「Künstlerbrüder」展、2005年10月19日 – 2006年1月22日
- ポール・マッカーシー展、2005年6月12日 - 2005年8月28日、 標題“LaLa Land - Parodie Paradies”
- ベルント & ヒラ・ベッヒャー夫妻展、2004年6月16日 – 2004年9月19日、 標題“Die Typologien”
- カール・シュピッツヴェーク展、2003年1月24日 – 2003年5月18日

以上の展覧会情報については、ミュンヒナー・フォルクスホッホシューレ（ミュンヘン生涯学習学校）による資料に基づきました。